# Bella Center

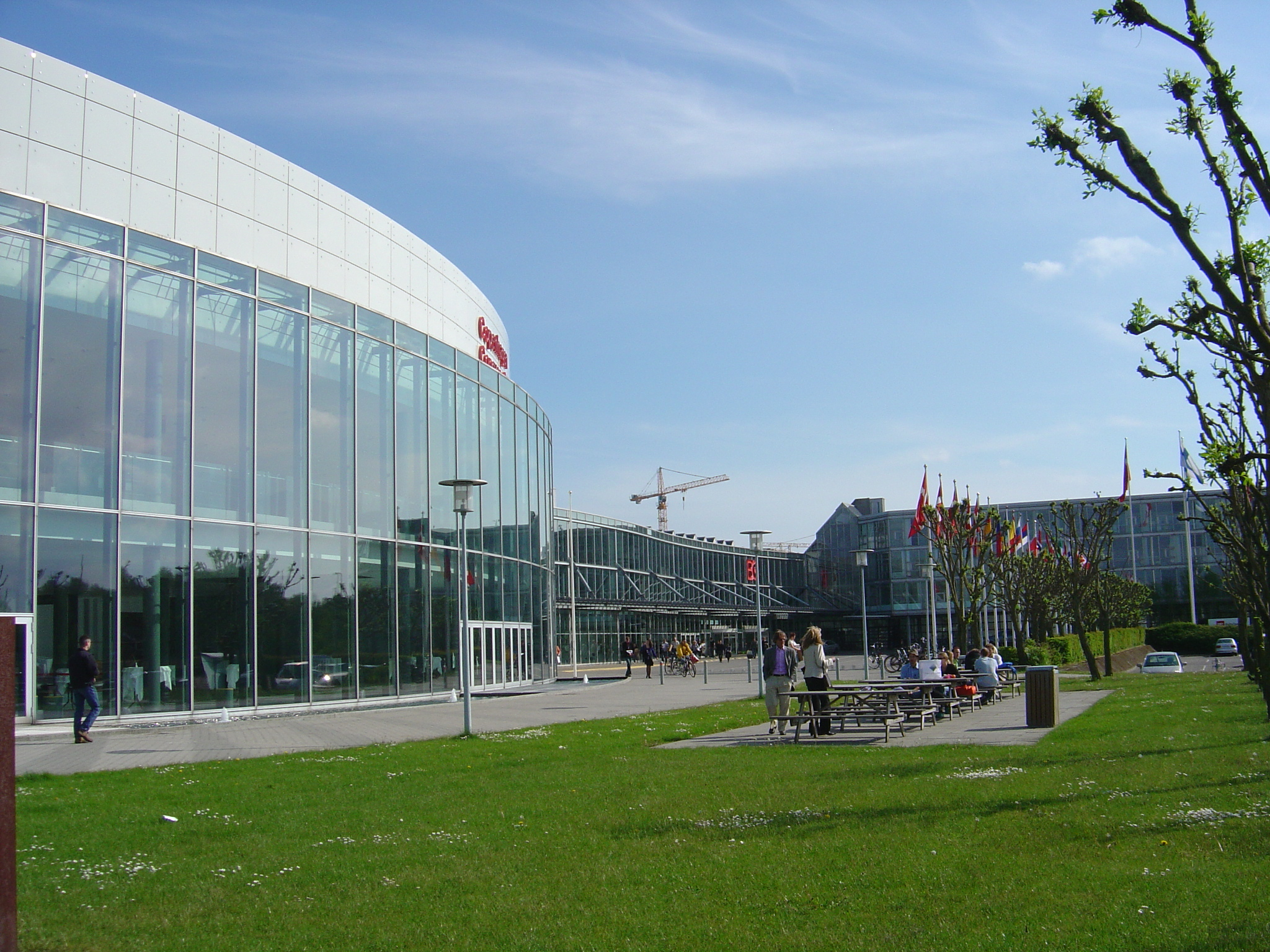
Bella Center

Bella Center (viết tắt là BC) là Trung tâm hội nghị và triển lãm lớn nhất vùng Scandinavia, tọa lạc tại Copenhagen, Đan Mạch. Trung tâm này nằm ở Ørestad, giữa trung tâm thành phố với Sân bay Copenhagen, có diện tích nội thất là 121.800 m² với sức chứa 20.000 người.
Trong số các sự kiện lớn diễn ra hàng năm ở Trung tâm này là "Hội chợ thời trang quốc tế Copenhagen" (Copenhagen International Fashion Fair), sự kiện chính của "Tuần thời trang Copenhagen" (Copenhagen Fashion Week) được tổ chức mỗi năm 2 lần – vào tháng Hai và tháng Tám, và CODE, sự kiện chính của Copenhagen Design Week.

## Lịch sử
Trung tâm Bella lấy theo tên đầu của Bellahøj - khu vực phía bắc của Copenhagen – nơi đặt trung tâm hội nghị đầu tiên. Các tòa nhà ban đầu của Trung tâm được xây dựng năm 1965 theo thiết kế của kiến trúc sư Erik Møller. Từ năm1973-75, Trung tâm Bella được dời tới địa điểm hiện nay tại Amager, nằm giữa trung tâm thành phố và Sân bay Copenhagen, nơi tòa nhà nguyên thủy được biến đổi thành một trung tâm thể thao mang tên "Trung tâm Grøndal". Trong giai đoạn này, các dinh cơ mới của Trung tâm Bella được đặt trên một diện tích chưa khai thác ở bên ngoài thành phố trên đất công Amager cũ. Với việc phát triển khu Ørestad, được quyết định trong năm 1992 bằng việc bắt đầu xây dựng từ khoảng đầu thiên niên kỷ mới, vùng chung quanh Trung tâm Bella đang trong quá trình thay đổi thành khu đô thị đông đúc. Khi tuyến đường xe điện ngầm M1 của Copenhagen Metro được mở năm 2004, thì có một trạm xe điện ngầm mang tên Bella Center được đặt gần bên Trung tâm này.

### Các sự kiện lớn tại Trung tâm
- 2009: Hội nghị Liên Hợp Quốc về Thay đổi Khí hậu 2009 sẽ diễn ra từ ngày 7 tới 18.12.2009
- 2009: Đại hội Olympic thứ 13
- 2009: Khóa họp Ủy ban Olympic quốc tế lần thứ 121[3]
- 2009: Cuộc họp thường kỳ thứ 33 của Liên đoàn bóng đá châu Âu
- 2006: MTV Europe Music Awards 2006
- 2002: Cuộc họp Ủy ban châu Âu
- 1995: Hội nghị thượng đỉnh thế giới về phát triển xã hội
- 1993: Cuộc họp Ủy ban châu Âu

## Các tiện nghi
- Hội trường chứa được 4.200 người, có thể chia thành 3 khu riêng
- 4 thính phòng với sức chứa 310-930 người
- 63 phòng họp linh hoạt (từ 200-400 người)
- Phòng lớn cho tiệc tùng, tiếp tân vv...
- Nhiều phòng khác nhau, có thể sử dụng làm phòng họp và phòng triển lãm
- Trung tâm mua sắm với phòng Bưu điện, các tiệm bán lẻ, tiệm bán hoa vv...

### Khách sạn Bella
Bella Hotel 814 phòng hiện đang được xây dựng ở Trung tâm Bella, do hãng kiến trúc sư 3XN của Đan Mạch thiết kế. Khách sạn này gồm 2 tòa tháp nghiêng, mỗi tòa tháp cao 76,5 m gồm 23 tầng, với độ nghiêng 15° (nghiêng hơn tháp nghiêng Pisa của Ý).
Khách sạn Bella 4 sao có kết cấu bằng kim loại và kính, sẽ có 814 phòng (100 suites), 32 phòng họp, 3 tiệm ăn, một quán sky bar và trung tâm wellness. Việc đặt viên đá đầu tiên cho công trình xây dựng này đã diễn ra ngày 17 tháng 9 năm 2008, và giai đoạn đầu sẽ hoàn tất vào mùa xuân năm 2011.

## Các sự kiện
Trung tâm Bella là nơi diễn ra nhiều hội chợ thương mại, các cuộc triển lãm, hội nghị và cuộc họp thượng đỉnh chính trị. Mỗi năm, trung tâm này có khoảng 25-30 cuộc triển lãm lớn cũng như khoảng 1.300 cuộc họp lớn nhỏ.

## Giao thông
Trạm xe điện ngầm Bella Center station trên tuyến đường M1 của Copenhagen Metro nằm cạnh Trung tâm Bella.
Các xe lửa vùng Oresund giữa Copenhagen và Malmö (Thụy Điển) ngừng ở nhà ga Ørestad gần Trung tâm Bella. Từ đây có thể chuyển sang tuyến xe điện ngầm M1 để tới Trung tâm Bella. Tuyến xe lửa Oresund cũng ngừng ở trạm Sân bay Copenhagen, cách trạm Ørestad 5 phút.